# 랭글랜즈 프로그램
표현론과 대수적 수론에서 랭글랜즈 프로그램(영어: Langlands program)은 로버트 랭글랜즈가 제안한 수론과 기하학 사이의 연결에 대한 광범위하고 영향력 있는 추측 구조이다. 대수적 정수론에서 갈루아 군을 국소체와 아델에 걸쳐 대수군의 보형 형식 및 표현론과 연결하려 한다. 현대 수학 연구에서 가장 큰 단일 프로젝트로 널리 알려져 있고, 에드워드 프렌켈에 의해 "일종의 대통합 수학 이론"으로 묘사되었다.
랭글랜즈 프로그램은 아주 어려운 이론적 추상화로 구성되어 있어 전문 수학자도 파악하기 어려울 수 있다. 단순화하면, 유한체의 일반화된 기본 표현과 그 불변 보형 형식에 대한 군 확대 이 직접 연결되어 있다고 가정한다. 이것은 대수의 절대적 확장으로서 특정 해석적 군에 대한 동치성에 의해 추상화를 통해 더 높은 차원의 통합으로 달성된다. 결과적으로 이것은 수체에 대한 강력한 불변 변환의 해석 함수 구성을 자체 대수 구조로 허용한다.
이러한 구성의 의미는 미묘하지만 구체적인 해과 일반화는 아주 강력하다. 그러한 이론적 객체가 있다면, 거의 모든 수체에 대한 기본 구조의 범주 사상을 구성하는 해석적 방법이 있다. 소수의 가능한 정확한 분포와 비슷하게 랭글랜즈 프로그램은 일반화된 대수 구조 수준에서 불변성의 해결을 위한 잠재적인 보편 성질을 허용한다. 이것은 그들의 보형 형식을 통해 산술 대상의 어느 정도 통일된 분석을 허용한다. 다시 말해서 랭글랜즈 정신은 숫자의 추상화 구조화에 대한 일반적인 분석을 허용한다. 당연히 이 설명은 프로그램의 적절한 정리를 축소하고 과도하게 일반화한 것이지만 이러한 수학적 유사성은 개념화의 기초를 제공한다.

## 배경
아주 광범위한 맥락에서 랭글랜즈 프로그램은 하리시-찬드라와 겔판드가 몇 년 전에 공식화한 첨점 형식의 정신 아이디어를 기반으로 구축되었다. 반단순 리 군에 대한 하리시-찬드라의 작업 및 접근 방식, 셀베르그 및 기타의 대각합 공식이다.
처음에 랭글랜즈의 작업에서 아주 새로운 것은 기술적인 깊이 외에도 가정된 풍부한 구조(소위 함자성)와 함께 수론에 대해 제안한 직접적 연결이었다.
예를 들어, 하리시-찬드라의 작업에서 하나 반단순(또는 가약인) 리 군에 대해 수행할 수 있는 작업을 모두에 대해 수행해야 한다는 원칙을 찾는다. 따라서 일단 모듈러 형식 이론에서 {\displaystyle {\text{GL}}(2)}와 같은 일부 저차원 리 군의 역할이 인식되고 유체론에서 돌이켜보면 {\displaystyle {\text{GL}}(1)}과 함께 길은 적어도 일반적인 n > 2인 경우 {\displaystyle {\text{GL}}(n)}에 대한 고찰에 열렸다.
첨점 형식 아이디어는 모듈러 곡선의 첨점에서 나왔지만 스펙트럼 이론에서 아이젠슈타인 급수의 "연속 스펙트럼"과 대조되는 "불연속 스펙트럼"으로 가시적인 의미를 가졌다. 포물선 부분 군이 더 많기 때문에 더 큰 리 군에 대해 훨씬 더 기술적으로 된다.
이러한 모든 접근 방식에는 기술적 방법이 부족하지 않았으며, 종종 본질적으로 귀납적이며 다른 문제 중에서도 레비 분해에 기반을 두었다. – 이고 – 아주 까다롭다.
그리고 모듈러 형식의 측면에서 힐베르트 모듈러 형식, 지겔 모듈러 형식, 세타 함수와 같은 예가 있다.

## 대상
관련 랭글랜즈 추측들이 많이 있다. 그들이 진술될 수 있는 많은 다른 분야에 걸쳐 많은 다른 군이 있고, 각 분야에 대해 추측의 여러 다른 버전이 있다. 일부 버전의 랭글랜즈 추측은 모호하거나, 존재가 입증되지 않은 랭글랜즈 군과 같은 객체 또는 여러 개의 동등하지 않은 정의가 있는 {\displaystyle L} 군에 의존한다. 더욱이, 랭글랜즈 추측은 랭글랜즈가 1967년에 처음 언급한 이후 진화해 왔다.
랭글랜즈 추측이 진술될 수 있는 다양한 유형의 대상이 있다.
- 국소체에 대한 가약군 표현(아르키메데스 국소체, p-진 국소체 및 함수 체 완비에 해당하는 다른 부분 사례 포함)
- 전역 체(숫자 체 또는 함수 체에 해당하는 부분 사례 포함)에 대한 환원 군의 보형 형식.
- 유한 체. 랭글랜즈는 원래 이 경우를 고려하지 않았지만 그의 추측에는 이에 대한 유사점이 있다.
- 복소수에 대한 함수 체와 같은 보다 일반적인 체.

## 추측
밀접하게 관련되어 있지만 명백히 동등하지는 않은 랭글랜즈 추측을 진술하는 여러 가지 방법이 있다.

### 상호 법칙
랭글랜즈 추측의 출발점은 이차 상호 법칙을 일반화한 에밀 아르틴의 상호 법칙이라고 볼 수 있다. 아르틴 상호 법칙은 갈루아 군이 아벨인 대수적 수체의 갈루아 확대에 적용된다. 그것은 이 갈루아 군의 1차원 표현에 {\displaystyle L} 함수를 할당하고 이러한 {\displaystyle L} 함수가 헤케에서 구성된 특정 디리클레 {\displaystyle L} 급수 또는 더 일반적인 급수(즉, 리만 제타 함수의 특정 아날로그)와 동일하다고 말한다. 헤케 지표. 이러한 서로 다른 종류의 {\displaystyle L} 함수 사이의 정확한 대응은 아르틴의 상호 법칙을 구성한다.
비-아벨 갈루아 군 및 이들의 고차원 표현의 경우 여전히 {\displaystyle L} 함수를 아르틴 {\displaystyle L} 함수라는 자연스러운 방식으로 정의할 수 있다.
랭글랜즈의 통찰은 디리클레 {\displaystyle L} 함수의 적절한 일반화를 찾는 것이었고, 이는 더 일반적인 설정에서 아르틴의 진술을 공식화할 수 있도록 했다. 헤케는 이전에 {\displaystyle \mathbb {C} }의 상반 평면에서 특정 함수 방정식을 만족하는 보형 형식을 가진 디리클레 {\displaystyle L} 함수와 관련이 있었다. 그런 다음 랭글랜즈는 이를 첨점 보형 형식 표현으로 일반화했다. 이는 {\displaystyle \mathbb {Q} }의 아델 환에 대한 일반 선형 군 {\displaystyle {\text{GL}}(n)}의 특정 무한 차원 기약 표현이다. (이 환은 {\displaystyle \mathbb {Q} }의 모든 완비를 동시에 추적한다. p -진수 참조.)
랭글랜즈는 이러한 갈루아 표현에 보형 형식 L-함수를 붙였고, 수체의 아르군의 유한 차원 표현에서 발생하는 모든 아르틴 {\displaystyle L}-함수는 첨점 보형 형식표현에서 발생하는 것과 같다고 추측했다. 이것은 그의 "상호 법칙 추측"으로 알려져 있다.
대략적으로 말하면, 상호 법칙 추측은 가약군의 준동형 표현과 랭글랜즈 군에서 {\displaystyle L} 군으로의 동형사상 사이의 대응 관계를 제공한다. 부분적으로는 랭글랜즈 군과 {\displaystyle L}군의 정의가 고정되어 있지 않기 때문에 이에 대한 다양한 변형이 있다.
이것은 국소체에 걸쳐 환원 군의 허용 가능한 기약 표현의 L 패킷의 매개변수화를 제공할 것으로 예상된다. 예를 들어, 실수에 대해 이 대응은 실수 가약군 표현의 랭글랜즈 분류이다. 대역체에 대해 보형 형식의 매개변수화를 제공해야 한다.

### 함자성
함자적 추측은 {\displaystyle L}군의 적합한 준동형사상이 보형 형식(대역적 인 경우) 또는 표현(국소적인 경우) 사이의 대응을 제공할 것으로 예상된다고 말한다. 대략적으로 말하자면, 랭글랜즈 상호 법칙 추측은 가약군 중 하나가 자명할 때 함자성 추측의 특수한 경우이다.
랭글랜즈는 함자성 개념을 일반화했다. 일반 선형 군 {\displaystyle {\text{GL}}(n)}을 사용하는 대신 다른 연결된 가약군을 사용할 수 있다. 또한, 그러한 군 {\displaystyle G}가 주어지면 랭글랜즈는 랭글랜즈 쌍대군 {\displaystyle {}^{L}\!G}를 구성한 다음 {\displaystyle G}의 모든 보형 형식적 첨단 표현과 {\displaystyle {}^{L}\!G}의 모든 유한 차원 표현에 대해 {\displaystyle L} 함수를 정의한다. 그의 추측 중 하나는 이러한 {\displaystyle L} 함수가 다른 알려진 {\displaystyle L} 함수의 방정식을 일반화하는 특정 함수 방정식을 만족한다고 말한다.
그런 다음 그는 아주 일반적인 "함자성 원칙"을 공식화한다. 두 개의 환원성 군과 해당 {\displaystyle L} 군 사이의 (얌전한) 사상이 주어지면, 이 추측은 그들의 {\displaystyle L} 함수와 호환되는 방식으로 그들의 보형 형식 표현을 관련시킨다. 이 기능적 추측은 지금까지 제시된 다른 모든 추측을 함축한다. 그것은 유도 표현 구성의 본질이다. 보다 전통적인 보형 형식 이론에서 특별한 경우에 알려진 '올림'이라고 불렸으며 공변도 마찬가지이다(제한된 표현 은 반공변이다). 직접 구성을 지정하려는 시도는 일부 조건부 결과만 생성했다.
이러한 모든 추측은 {\displaystyle \mathbb {Q} }: 대수적 수체(근원이자 가장 중요한 체), 국소 체 및 함수 체({\displaystyle \mathbb {F} _{p}(t)}의 유한 확장 p는 이고 {\displaystyle \mathbb {F} _{p}(t)}는 위수가 p인 유한 체에 대한 유리 함수의 체이다.

### 기하학적 추측
블라디미르 드린펠트의 아이디어를 따라 제라르 로몽 이 제안한 소위 기하 랭글랜즈 프로그램(기하 랭글랜즈 프로그램)은 단순히 기약 표현 이상을 관련시키려는 일반적인 랭글랜즈 프로그램(랭글랜즈 프로그램)의 기하학적 재공식화에서 비롯된다. 간단한 경우에 대수 곡선의 에탈 기본 군의 l-진 표현을 곡선 위의 선형 다발의 모듈라이 스택에 있는 l-진 층의 유도 범주의 대상과 관련시킨다.

## 현재 상태
{\displaystyle {\text{GL}}(1,K)}에 대한 랭글런즈 추측은 유체론을 따르고 본질적으로 유체론과 동등하다.
랭글랜즈는 기약 표현의 랭글랜즈 분류를 제공함으로써 아르키메데스 국소 체 {\displaystyle \mathbb {R} }과 {\displaystyle \mathbb {C} }에 대한 군에 대한 랭글랜즈 추측을 증명했다.
유한 체에 대한 리 유형 군의 기약적 표현에 대한 Lusztig의 분류는 유한 체에 대한 랭글랜즈 추측의 아날로그로 간주될 수 있다.
유리수에 대한 반안정 타원 곡선의 모듈성에 대한 앤드루 와일즈의 증명은 주요 아이디어가 타원 곡선에서 발생하는 갈루아 표현을 모듈 형식과 관련시키는 것이기 때문에 랭글랜즈 상호성 추측의 사례로 볼 수 있다. 와일즈의 결과가 실질적으로 일반화되었지만 여러 방향에서 {\displaystyle {\text{GL}}(2,\mathbb {Q} )}에 대한 전체 랭글랜즈 추측은 증명되지 않은 상태로 남아 있다.
1998년에 로랑 라포르그는 함수 체 K에 대한 일반 선형 군 {\displaystyle {\text{GL}}(n,K)}에 대한 랭글랜즈 추측을 검증하는 라포르그 정리를 증명했다. 이 작업은 1980년대에 사례 {\displaystyle {\text{GL}}(2,K)}를 증명한 드린펠트의 초기 조사를 계속했다.
2018년에 로랑 라포르그와 빈센트 라포르그는 대역 함수 체에서 연결된 환원 군에 대한 대역 랭글랜즈 대응(보형 형식에서 갈루아 표현으로의 방향)을 확립했다.

### 국소 랭글랜즈 추측
필립 쿠츠코(1980)는 국소체에 대한 일반 선형 군 {\displaystyle {\text{GL}}(2,K)}에 대한 국소 랭글랜즈 추측을 증명했다.
제라르 라우몬, 마이클 라포포트, 울리히 스툴러(1993)는 표수가 양수인 국소체 K에 대한 일반 선형 군 {\displaystyle {\text{GL}}(n,K)}에 대한 국소 랭글랜즈 추측을 증명했다. 그들의 증거는 대역적 주장을 사용한다.
마이클 해리스와 리처드 테일러(2001)는 특성 0 국소체 K에 대한 일반 선형 군 {\displaystyle {\text{GL}}(n,K)}에 대한 국소적 랭글랜즈 추측을 증명했다. 가이 헤니아트(2000)는 또 다른 증명을 제시했다. 두 증명 모두 대역적 주장 사용한다. 피터 숄체(2013)는 또 다른 증명을 제시했다.

### 기본 정리
2008년에 응오바오쩌우는 1983년 랭글랜즈와 Shelstad가 원래 추측했으며 랭글랜즈 프로그램에서 몇 가지 중요한 추측의 증명에 필요한 "기본 보조정리"를 증명했다.

### 시사점
일반 독자는 물론 심지어 수학자라도 이 분야를 연구하지 않는다면 랭글랜즈 프로그램 내의 추상화에 접근 하기 어렵다. 그러나 근본적인 랭글랜즈 추측의 증명 또는 반증에 대한 몇 가지 강력하고 명확한 의미가 있다.
랭글랜즈 프로그램이 해석적 정수론과 대수기하학의 일반화 사이의 강력한 연결을 가정함에 따라 수체의 추상 대수 표현과 분석적 소수 구성 사이의 '함자성' 아이디어는 소수 분포의 정확한 정량화를 허용하는 강력한 함수 도구를 생성한다. 이것은 차례로 디오판틴 방정식 분류와 대수함수의 추가적 추상화를 위한 능력을 산출한다.
게다가, 가정된 대상에 대한 그러한 일반화된 대수의 상호 법칙이 존재하고 그들의 해석적 함수가 잘 정의된 것으로 나타날 수 있다면 수학에서 아주 심오한 결과가 증명의 범위 내에 있을 수 있다. 예: 타원 곡선의 유리해, 대수적 다형체의 위상 구성, 유명한 리만 가설. 이러한 증명은 각각 숫자 체 구조 내의 불변성과 관련된 일반화된 해석적 급수의 객체에서 추상적 해를 활용할 것으로 예상된다.
또한, 랭글랜즈 프로그램과 물리학의 M이론 사이의 일부 연결은 그들의 쌍대성이 자명하지 않은 방식으로 연결되어 초끈 이론에서 잠재적인 정확한 해를 제공하기 때문에 가정되었다(비슷하게 군론에서 가공할 헛소리를 통해 수행된 것처럼).
간단히 말해, 랭글랜즈 프로젝트는 기하학적 형식에 포함된 해석 함수를 사용하여 대수 방정식의 정확한 해에서 고차 일반화를 통해 수학의 가장 근본적인 영역을 다루는 깊고 강력한 해의 틀을 의미한다. 그것은 강력한 해석적 방법의 형식으로 많은 먼 수학 분야의 통합을 허용한다.

## 같이 보기
- Jacquet–랭글랜즈 서신
- 에를랑겐 프로그램

## 참고 문헌
- Arthur, James (2003), “The principle of functoriality”, 《Bulletin of the American Mathematical Society》, New Series 40 (1): 39–53, doi:10.1090/S0273-0979-02-00963-1, ISSN 0002-9904, MR 1943132
- Bernstein, J.; Gelbart, S. (2003), 《An Introduction to the Langlands Program》, Boston: Birkhäuser, ISBN 978-3-7643-3211-2
- Gelbart, Stephen (1984), “An elementary introduction to the Langlands program”, 《Bulletin of the American Mathematical Society》, New Series 10 (2): 177–219, doi:10.1090/S0273-0979-1984-15237-6, ISSN 0002-9904, MR 733692
- Frenkel, Edward (2005). “Lectures on the Langlands Program and Conformal Field Theory”. arXiv:hep-th/0512172.
- Gelfand, I. M. (1963), 〈Automorphic functions and the theory of representations〉, 《Proc. Internat. Congr. Mathematicians (Stockholm, 1962)》, Djursholm: Inst. Mittag-Leffler, 74–85쪽, MR 0175997, 2011년 7월 17일에 원본 문서에서 보존된 문서, 2023년 6월 30일에 확인함
- Harris, Michael; Taylor, Richard (2001), 《The geometry and cohomology of some simple Shimura varieties》, Annals of Mathematics Studies 151, Princeton University Press, ISBN 978-0-691-09090-0, MR 1876802
- Henniart, Guy (2000), “Une preuve simple des conjectures de Langlands pour GL(n) sur un corps p-adique”, 《Inventiones Mathematicae》 139 (2): 439–455, Bibcode:2000InMat.139..439H, doi:10.1007/s002220050012, ISSN 0020-9910, MR 1738446, S2CID 120799103
- Kutzko, Philip (1980), “The Langlands Conjecture for Gl2 of a Local Field”, 《Annals of Mathematics》 112 (2): 381–412, doi:10.2307/1971151, JSTOR 1971151
- Langlands, Robert (1967), 《Letter to Prof. Weil》
- Langlands, R. P. (1970), 〈Problems in the theory of automorphic forms〉, 《Lectures in modern analysis and applications, III》, Lecture Notes in Math 170, Berlin, New York: Springer-Verlag, 18–61쪽, doi:10.1007/BFb0079065, ISBN 978-3-540-05284-5, MR 0302614
- Laumon, G.; Rapoport, M.; Stuhler, U. (1993), “D-elliptic sheaves and the Langlands correspondence”, 《Inventiones Mathematicae》 113 (2): 217–338, Bibcode:1993InMat.113..217L, doi:10.1007/BF01244308, ISSN 0020-9910, MR 1228127, S2CID 124557672
- Scholze, Peter (2013), “The Local Langlands Correspondence for GL(n) over p-adic fields”, 《Inventiones Mathematicae》 192 (3): 663–715, arXiv:1010.1540, Bibcode:2013InMat.192..663S, doi:10.1007/s00222-012-0420-5, S2CID 15124490